# 1952 у телебаченні
Список 1952 у телебаченні описує події у сфері телебачення, що відбулися 1952 року.

## Події

### Жовтень
- 25 жовтня — Початок мовлення нового польського телеканалу «TVP».